# Strada statale 665 Massese
La ex strada statale 665 Massese (SS 665), ora strada provinciale 665 R al Confine Massese (SP 665 R) in Emilia-Romagna, e strada provinciale 74 Massese (SP 74) in Toscana, era una strada statale italiana che collegava le località di Parma e di Aulla.

## Percorso
L'arteria aveva inizio a Parma, valicava l'Appennino Tosco-Emiliano attraverso il passo del Lagastrello, entrando così in territorio toscano, attraversava quindi la Lunigiana, e vari paesi tra cui Licciana Nardi, per poi innestarsi infine sulla strada statale 62 della Cisa nei pressi di Aulla.

## Storia
Venne istituita col decreto del Ministro dei lavori pubblici n. 643 del 29 maggio 1989, mutuando il percorso della strada provinciale 6 di Langhirano e fino al confine Massese (SP 6) e della strada provinciale 22 della Val d'Enza (SP 22), con i seguenti capisaldi d'itinerario: "Innesto s.s. n. 513 a Parma - Langhirano - Capoponte - Palanzano - Monchio delle Corti - Passo di Lagastrello - Innesto s.s. n. 62 presso Aulla".
In seguito al decreto legislativo n. 112 del 1998, dal 2001, la gestione del tratto emiliano è passata dall'ANAS alla Regione Emilia-Romagna che ha provveduto al trasferimento dell'infrastruttura al demanio della Provincia di Parma; nello stesso anno la gestione del tratto toscano è passata dall'ANAS alla Regione Toscana che ha provveduto al trasferimento dell'infrastruttura al demanio della Provincia di Massa e Carrara.

## Strada statale 665 dir Massese
La ex strada statale 665 dir Massese (SS 665 dir), ora strada provinciale 75 Massese dir (SP 75), era una strada statale italiana che si snodava nella provincia di Massa e Carrara.
Rappresentava una variante al percorrimento della ex SS 665 tra il Passo del Lagastrello e la località "Il Pontino" nel comune di Licciana Nardi: il suo itinerario proseguiva la risalita del torrente Taverone sino alla località di Comano per poi costeggiare il Monte del Giogo fino al ricongiungimento con la ex SS 665 stessa.
Venne istituita col decreto del Ministro dei lavori pubblici n. 643 del 29 maggio 1989, mutuando il percorso della strada Comano-Passo di Lagastrello, con i seguenti capisaldi d'itinerario: "innesto con la s.s. n. 665 in località Pontino - innesto con la s.s n. 665 presso il Passo di Lagastrello".
In seguito al decreto legislativo n. 112 del 1998, dal 2001, la gestione è passata dall'ANAS alla Regione Toscana che ha provveduto al trasferimento dell'infrastruttura al demanio della Provincia di Massa e Carrara